# عماد محسن
عماد محسن لاعب كرة قدم عراقي يلعب في مركز الهجوم ولد في يوم 3 تشرين الثاني 1996 في بغداد، يلعب حالياً مع نادي الزوراء وسبق له اللعب مع نادي الميناء ونادي القوة الجوية ونادي الكرخ ونادي الشرطة، في شباط 2018 لعب أول مباراة دولية له ضد منتخب السعودية لكرة القدم وسجل أول هدف دولي له فيها ويبلغ طول اللاعب 181 سم.

## روابط خارجية
- عماد محسن على موقع الاتحاد الدولي (مؤرشف)  (الإنجليزية)
- عماد محسن على موقع قاعدة بيانات كرة القدم.إي يو (الإنجليزية)
- عماد محسن على موقع ناشيونال فوتبول تيمز (الإنجليزية)
- عماد محسن على موقع Soccerway.com (الإنجليزية)